# 老范寨乡
老范寨乡，是中华人民共和国云南省红河哈尼族彝族自治州河口瑶族自治县下辖的一个乡镇级行政单位。

## 行政区划
老范寨乡下辖以下地区：
桂良村和斑鸠河村。